# HIVEP1
A proteína de dedo de zinco 40 é uma proteína que em humanos é codificada pelo gene HIVEP1.

## Função
Membros da família ZAS, como ZAS1 (HIVEP1), são proteínas grandes que contêm um domínio ZAS, uma estrutura proteica modular que consiste em um par de dedos de zinco C2H2 com uma região rica em ácido e uma sequência rica em serina/treonina. Essas proteínas se ligam a sequências específicas de DNA, incluindo o motivo kappa-B (GGGACTTTCC), nos promotores e regiões potenciadoras de vários genes e vírus, incluindo o vírus da imunodeficiência humana (HIV). Os genes ZAS abrangem mais de 150 kb e contêm pelo menos 10 éxons, um dos quais é maior que 5,5 kb.